# Dorfkirche Lossow

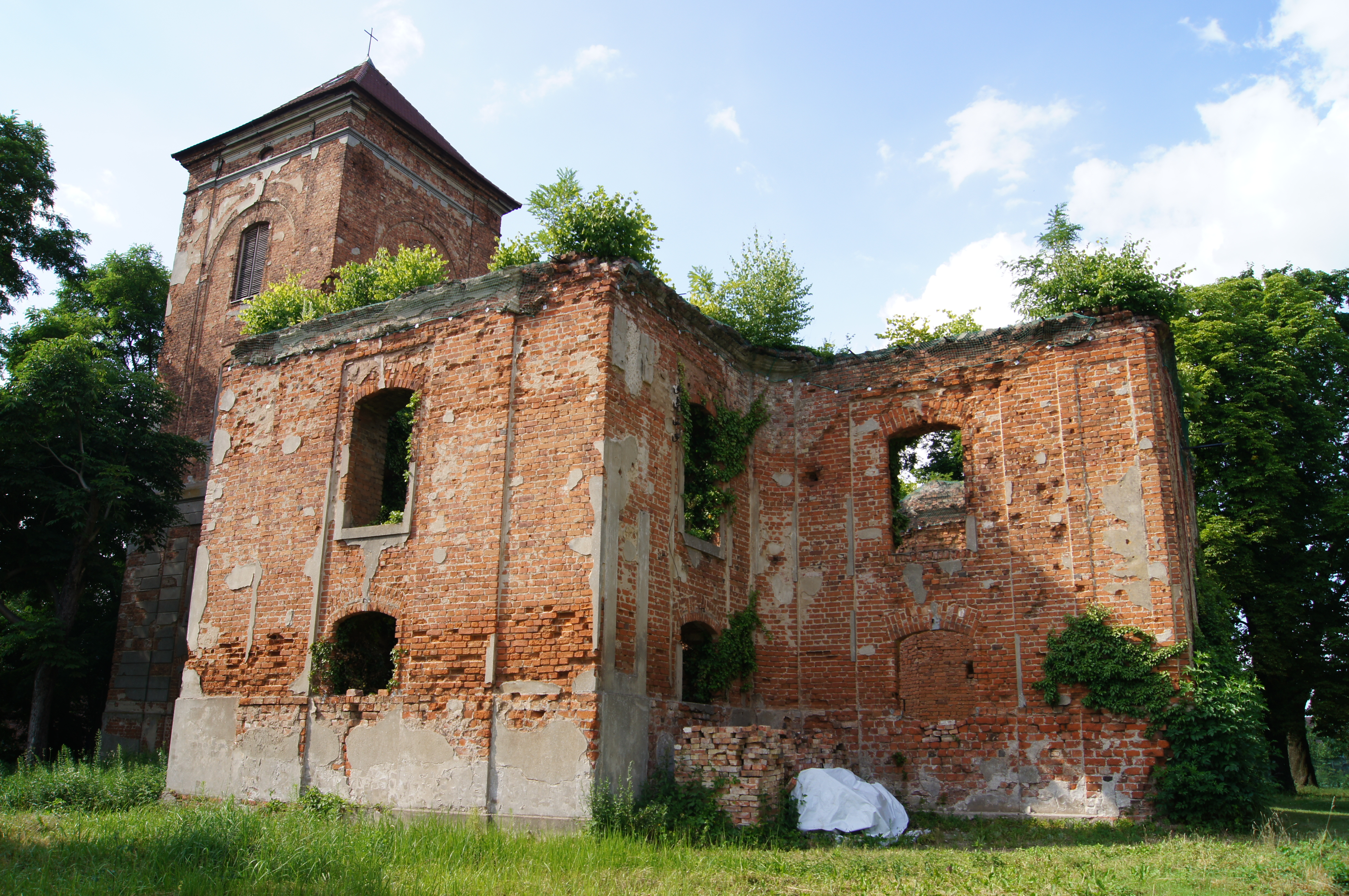
Ruine der Dorfkirche Lossow (2013)

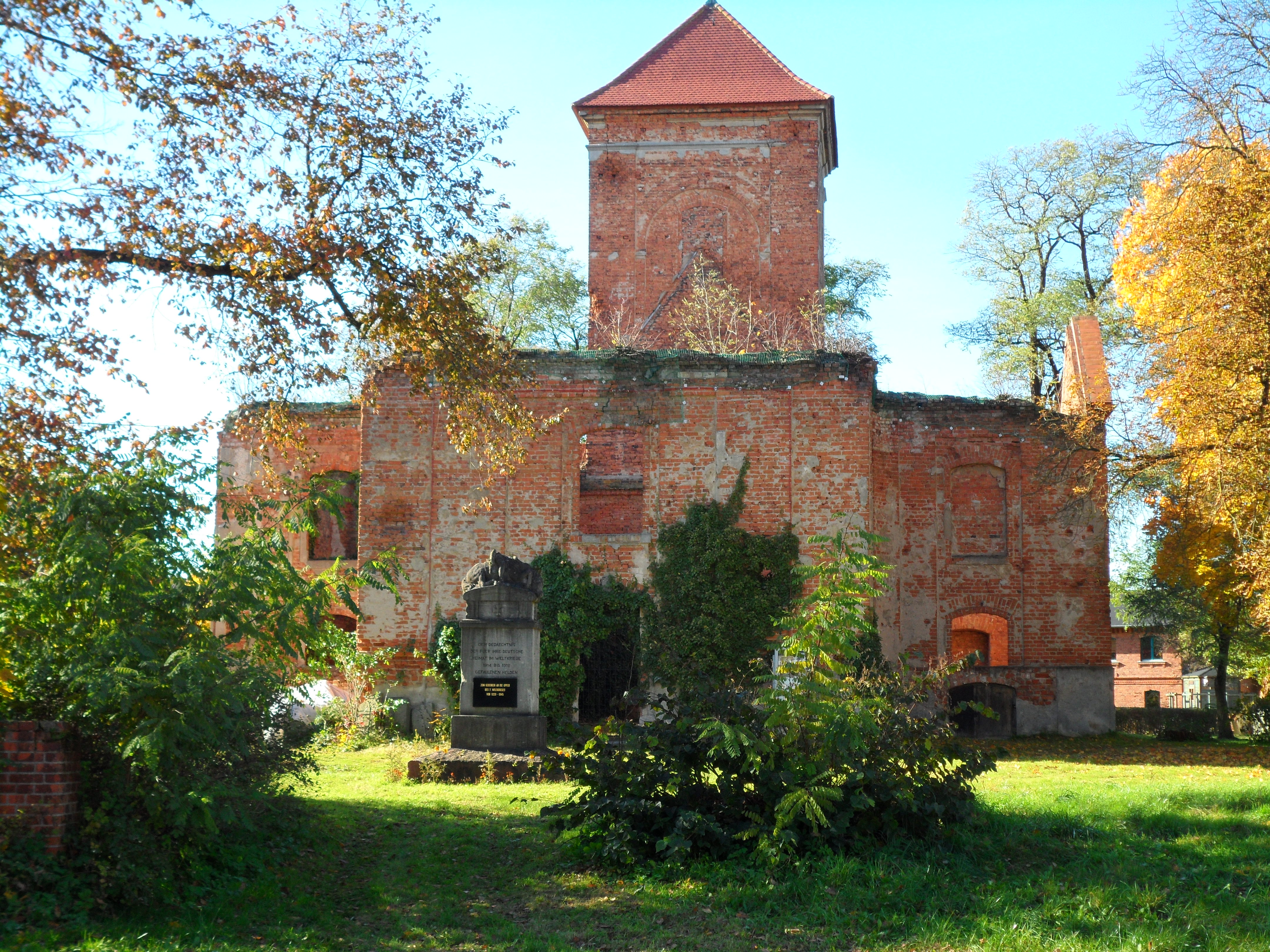
Gebäuderückseite mit Gefallenendenkmal (2010)

Die Dorfkirche Lossow ist das frühere Kirchengebäude im Ortsteil Lossow der Stadt Frankfurt (Oder) in Brandenburg. Die Kirche wurde bei Kampfhandlungen gegen Ende des Zweiten Weltkrieges zerstört und ist nur noch als Ruine erhalten. Die Reste der Kirche stehen unter Denkmalschutz.
Die Kirche gehört zum Kirchenkreis Oderland-Spree der Evangelischen Kirche Berlin-Brandenburg-schlesische Oberlausitz.

## Baubeschreibung
Im Jahr 1405 wurde im Lebuser Stiftsregister erstmals eine Kirche in Lossow erwähnt, die zum Sedes Frankfurt gehörte. Spätestens seit Ende des Dreißigjährigen Krieges übte die Familie von Beerfelde das Patronat über das Gut Lossow aus. Ab 1741 wurde die alte, baufällige Kirche abgerissen. Der neue Kirchbau wurde 1746 fertig gestellt. Am 13. Juli 1885 brannte der Kirchturm nach einem Blitzschlag vollständig aus. Bei den daraufhin erfolgten Instandsetzungsarbeiten erhielt der Turm eine Haube mit quadratischer Laterne. 1924 stiftete der Gutsbesitzer drei neue Glocken, die bei der Firma Schilling in Apolda gegossen wurden.
Gegen Ende des Zweiten Weltkrieges wurde die Kirche in Folge von Kampfhandlungen bis auf die Umfassungsmauern zerstört. Zu Beginn der 1950er Jahre wurde mit Sicherungsarbeiten an der Ruine begonnen. Der Turm erhielt eine Schieferkonstruktion als Dach, die 1997 durch ein Ziegeldach ersetzt wurde. 1995 wurden der Turm und ein Teil der Wände mit Fördermitteln saniert. Seit der Anbringung eines Sicherungsnetzes über der Mauerkrone im Jahr 2005 ist die Kirchenruine begehbar. Sie wird zum Teil auch wieder für Gottesdienste genutzt.

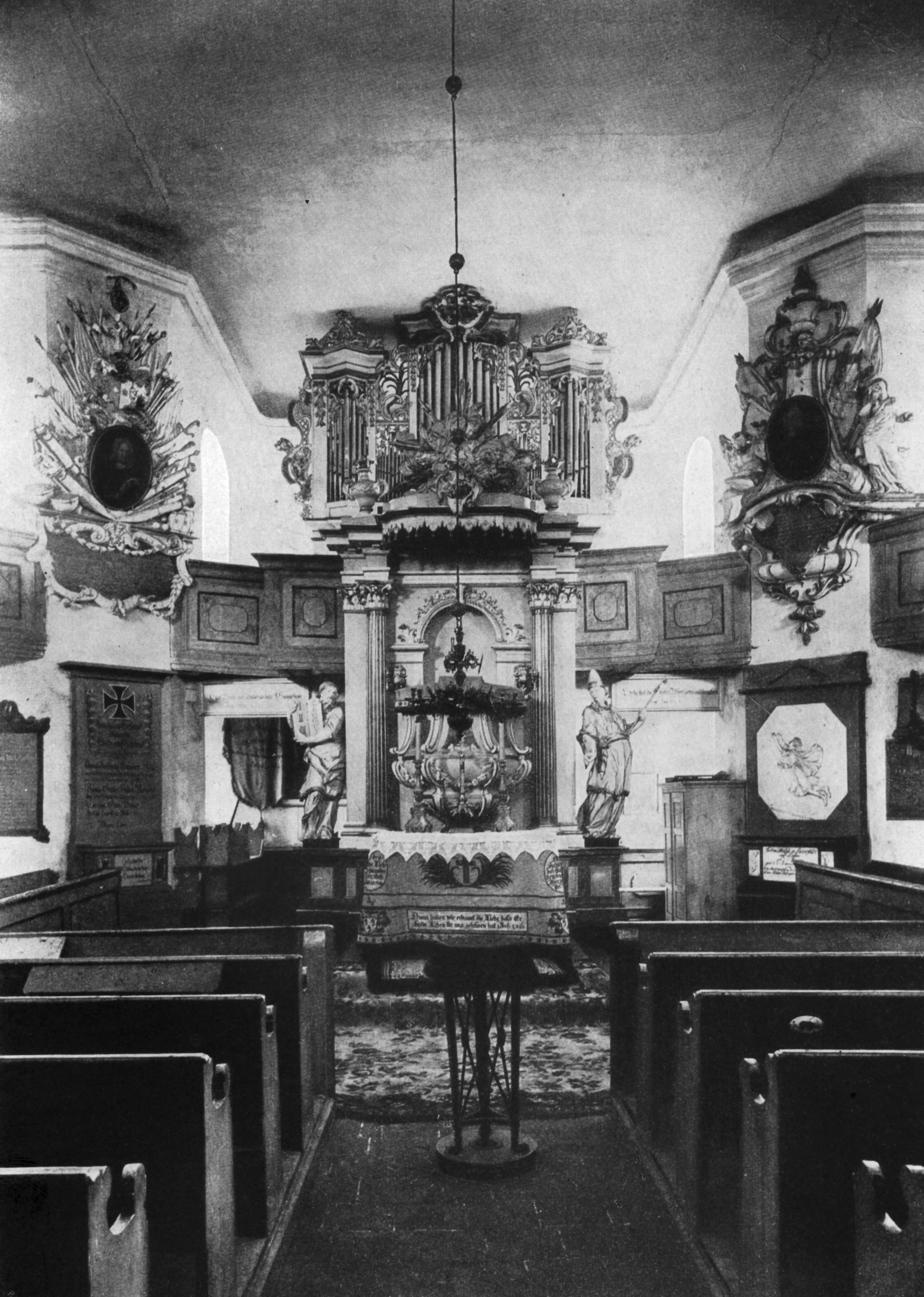
Blick in den Altarraum der Kirche (ca. 1909)

Die barocke Kirche wurde als Bau aus Ziegelmauerwerk in Form eines griechischen Kreuzes errichtet und hat einen eingezogenen quadratischen Westturm. Ursprünglich war die Kirche verputzt. Die Fassade ist mit Lisenen gegliedert. An den Wänden der Kreuzarme befanden sich jeweils zwei übereinander liegende Segmentbogenfenster, deren Öffnungen heute teilweise vermauert sind. Das Kirchenschiff war vor der Zerstörung mit einem Walmdach überzogen. Der erhaltene Dreiecksgiebel an der Nordwand enthält eine Kartusche mit einem Allianzwappen.